# الكدح (النادرة)

تعديل مصدري - تعديل

الكدح محلة تابعة لقرية المشهوث، التابعة لعزلة العارضة بمديرية النادرة إحدى مديريات محافظة إب في الجمهورية اليمنية، بلغ تعداد سكانها 44 حسب تعداد اليمن لعام 2004.